# Batrachoseps minor
Batrachoseps minor е вид земноводно от семейство Plethodontidae.

## Разпространение
Видът е разпространен в САЩ.